# Magnus Hesenthaler
Magnus Hesenthaler (auch Hessenthaler; * Oktober 1621 in Hochdorf; † 2. April 1681 in Stuttgart) war ein deutscher Historiker, Politikwissenschaftler, Pädagoge, Kirchenlieddichter und Hochschullehrer.

## Leben
Magnus Hesenthaler war Sohn eines Pfarrers. Er studierte an den Universitäten in Straßburg und Tübingen. 1648 wurde er als Hofmeister und Erzieher des Erbprinzen Johann Friedrich (1637–1659) an den Hof des Herzogs von Württemberg Eberhard III. berufen. Bald folgte er dem Prinzen nach Tübingen, wo dieser die Erziehung am Collegium illustre absolvierte. Hesenthaler selbst wurde dort 1656 Professor der Geschichte, Politik und Beredsamkeit. Im gleichen Jahr wurde er an die Tübinger Universität als Professor für Moral berufen, nachdem er dort im Dezember 1656 die Eintrittsvorlesung gehalten hatte. Kurz zuvor, am 20. Februar 1655, hatte er Agnes Schickhardt geb. Kettenacker (1621–1701), die Witwe des früheren Prinzenerziehers Lucas Schickhardt geheiratet.
Zu der Zeit seiner Arbeit in Tübingen trat Hesenthaler für die Verbesserung des Schulwesens ein, wobei er sich auf die Grundsätze und Ideen von Comenius (mit dem er befreundet sein sollte) aufgriff. Er verlangte einerseits eine größere Berücksichtigung der Muttersprache im Unterricht, andererseits sollte der Unterricht nicht nur „Wortkenntnis“, sondern vor allem „Sachkenntnis“ vermitteln. Es ging ihm also um Aufnahme von „Realien“ in den Unterrichtsplan. Seine Kritik wandte sich gegen die Lateinschule, wo neben den alten Sprachen ausschließlich nur Rhetorik und Dialektik unterrichtet wurden. Mittels Gutachten warb er 1679 dafür, im Rahmen der Schulreform in Württemberg, dies umzusetzen, doch seine Bemühungen blieben erfolglos.
Als Universitätsprofessor wurde er 1663 wegen eines üblen Verhaltens abgesetzt. Die Einzelheiten dazu sind nicht abschließend geklärt; in den späteren Universitätsgeschichten wird nur mitgeteilt, dass er unhaltbar geworden war. Eisenhart vermutete im Band 12 der AGB (1880), dass es sich um eine unsittliche Beziehung zu seiner Stieftochter Agnes Schickhardt gehandelt haben könnte, wofür er jedoch keine Quellen anführt. Nachdem sich Hesenthaler am 20. Juni 1663 vom Collegium illustre feierlich verabschiedet hatte, holte ihn Herzog nach Stuttgart, verlieh ihm den Titel eines Honorarprofessors und beauftragte ihn, die Landesgeschichte von Württemberg zu schreiben. Hesenthaler starb mit 59 Jahren als Landeshistoriker, ohne dass die von ihm angefangene Geschichte Württembergs über Vorarbeiten hinausging. Er wurde in der Hospitalkirche beigesetzt.
Hesenthaler trat außerdem als Kirchenlieddichter in Erscheinung ebenso wie als Redner.

## Werke (Auswahl)
- Antesignanus politicus, sive de studii politici ortu & progress, Kerner, Tübingen 1662.
- Athleta Politicus; Hoc est, Ad Iudiciose Variis In Congreßibus disserendi consequendam promtitudinem, Introductio, Sprölin, Frankfurt 1665.
- Suada Octennis, Collegii Illustris Wirtembergici, quod Tubingae est, 2 Bände, Rösslin, Stuttgart 1666.
- Historia universalis, 2 Bände, Stuttgart 1667–1668.
- Evangelische Jubelstim[m] / Oder Christliche Lieder: Auf Sonn-, Hohe Fest- und Feyrtage, Cunrad, Amsterdam 1669.

## Nachweise
1. ↑  Reinhold Stahlecker: Geschichte der Tübinger Realschule. In: Tübinger Blätter, Jg. 15 (1913–1914), S. 60–67, hier S. 61.
2. ↑  Birgit Neugebauer: Agnes Heinold (1642–1711) – Ein Beitrag zur Literatur von Frauen im 17. Jahrhundert. In: Daphnis. Zeitschrift für Mittlere Deutsche Literatur, Jg. 20 (1992), S. 600–629, hier S. 607–608.